# Unione Sportiva Orbetello 1942-1943
Questa voce raccoglie le informazioni riguardanti l'Unione Sportiva Orbetello nelle competizioni ufficiali della stagione 1942-1943.

## Rosa
| N. |                   | Ruolo | Calciatore       |
| -- | ----------------- | ----- | ---------------- |
|    | Italia (bandiera) | A     | F. Bartolini     |
|    | Italia (bandiera) | C     | Attilio Bertini  |
|    | Italia (bandiera) | P     | Ubaldo Biagini   |
|    | Italia (bandiera) | P     | G. Bicchi        |
|    | Italia (bandiera) | A     | Aldo Caron       |
|    | Italia (bandiera) | A     | Catello Carubbi  |
|    | Italia (bandiera) | A     | Marino Conforti  |
|    | Italia (bandiera) | D     | N. Corsi         |
|    | Italia (bandiera) | A     | R. Del Sole      |
|    | Italia (bandiera) | A     | M. Farina        |
|    | Italia (bandiera) | P     | Aldo Fedi        |
|    | Italia (bandiera) | D     | E. Festa         |
|    | Italia (bandiera) | A     | Romolo Giancarli |
|    | Italia (bandiera) | C     | S. Laffi         |
|    | Italia (bandiera) | D     | Cosimo Lauro     |

| N. |                   | Ruolo | Calciatore        |
| -- | ----------------- | ----- | ----------------- |
|    | Italia (bandiera) | C     | R. Leporati       |
|    | Italia (bandiera) | A     | S. Mazzoccanti    |
|    | Italia (bandiera) | A     | Marcello Mensa    |
|    | Italia (bandiera) | A     | Ippolito Montiani |
|    | Italia (bandiera) | D     | Silvano Pinori    |
|    | Italia (bandiera) | A     | V. Salvati        |
|    | Italia (bandiera) | C     | Renato Simoni     |
|    | Italia (bandiera) | D     | Walter Soldi      |
|    | Italia (bandiera) | D     | M. Tognoni        |
|    | Italia (bandiera) | A     | A. Torrielli      |
|    | Italia (bandiera) | A     | A. Torriglia      |
|    | Italia (bandiera) | A     | Igino Torriti     |
|    | Italia (bandiera) | D     | Mario Vendemmiati |
|    | Italia (bandiera) | C     | Vittorio Vettori  |